# Jeroen van Inkel
Jeroen van Inkel, geboren als Jeroen Hendrik Donderwinkel (Amsterdam, 7 juli 1961), is een Nederlands radio-dj.
Van Inkel is te horen op NPO Radio 2, daar presenteert hij in het weekeinde zijn radioprogramma Rinkeldekinkel. Daarvoor presenteerde hij onder meer het zeer populaire vrijdagavondprogramma Curry en Van Inkel op Hilversum 3 (later Radio 3) en was te horen op Radio 538, Radio Veronica, Qmusic en NPO Radio 5.

## Biografie

### Illegale zenders (1979-1983)
Van Inkel begon zijn loopbaan bij de illegale piratenzender Radio Nova en ging vervolgens naar de Haagse poppiraat Hofstad Radio en Radio Decibel. Deze Amsterdamse radiopiraat bracht meerdere bekende dj's voort. Ook was hij op de zondagmiddag te horen op Radio Picasso in Amstelveen.
In een recent video podcast interview in augustus 2023 van VOO Studio 3 voor het internetplatform Spreekbuis,  vertelde Van Inkel dat hij in de winter van 1981-1982, bij  Radio Decibel startte met het zelfbedachte radiospel Tel Met Decibel en toen per zondag 10 januari 1982 Frits Spits namens de NOS de presentatie van de Nationale Hitparade overnam van Felix Meurders, begon Spits met het radiospel De Hitsom. Dit leek heel veel op het door van Inkel bedachte radiospel. Spits voelde zich daar min of meer schuldig over en bood van Inkel de kans om bij afwezigheid van producer-invaller Tom Blomberg in te vallen als producer van het zeer populaire radioprogramma De Avondspits op destijds Hilversum 3. Dit was de eerste kennismaking voor Van Inkel met de publieke omroep en werken op de nationale publieke popzender.

### Veronica (1983-1995)

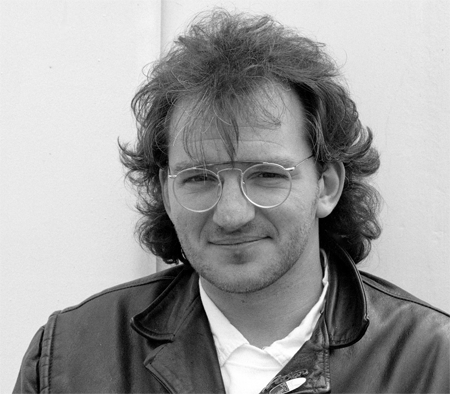
Jeroen van Inkel in 1988

Toenmalig dj en radiodirecteur  van Veronica, Lex Harding, merkte Van Inkel op  (hij had inmiddels ook al een cassettebandje naar de NOS en Veronica opgestuurd) en haalde Van Inkel eind 1983 naar de publieke omroep Veronica, waar hij op de nationale publieke popzender Hilversum 3 als invaller op de vaste uitzenddag vrijdag begon en vanaf 27 april 1984 t/m 5 oktober 1984 (na de overstap eind april 1984 van Erik de Zwart naar TROS Hilversum 3), op de vrijdagavond tussen 19:00 en 22:00 uur samen met Bart van Leeuwen het programma Bart en Van Inkel presenteerde. Ook presenteerde hij op Hilversum 1 in de nacht van vrijdag op zaterdag Oh, wat een nacht en was  invaller bij De Stemband en presenteerde vanaf 12 oktober 1984 op Hilversum 3 samen met Adam Curry het populaire vrijdagavondprogramma Curry en Van Inkel.
Vanaf 1 december 1985 werd het nieuwe schema en de herindeling van de landelijke publieke radiozenders van kracht en werd Hilversum 3 omgedoopt in Radio 3 en kreeg Veronica als kersverse A-omroep per 6 december 1985 de 'volle vrijdag" toebedeeld en ging Van Inkel er tussen 13:00 en 15:00 uur Rinkeldekinkel presenteren en t/m 16 oktober 1987 tussen 19:00 en 22:00 uur ook weer Curry en Van Inkel, vanaf 30 oktober 1987 t/m 30 augustus 1991 Stenders en Van Inkel, vanaf 13 september 1991 Staverman en Van Inkel en later t/m 2 oktober 1992 "Dinges en Van Inkel". Vanaf 22 mei 1987 tot en met de laatste Volle vrijdag van Veronica op 2 oktober 1992, presenteerde hij de ochtendshow Ook Goeiemorgen, die onder de presentatie van Van Inkel vanaf juli 1988 uitgroeide tot de populairste en best beluisterde ochtendshow van de Nederlandse radio.
Op televisie presenteerde Van Inkel vanaf april 1988 de tv-versie van de Nederlandse Top 40. Hierin werden de belangrijkste feiten uit de hitlijst besproken. Van Inkel gebruikte in het programma diverse woordcombinaties die tot op heden nog gebruikt worden in de Nederlandse taal. Zoals 'Helaas pindakaas', 'Gaan met die banaan', 'Los ballos' en 'Auf wieder schnitzel'. 
Vanaf 5 oktober 1992 t/m 31 augustus 1995 presenteerde Van Inkel tussen 17:00 en 18:00 uur van maandag tot en met zaterdag het radioprogramma Rinkeldekinkel voor Veronica op het vanaf toen vernieuwde en horizontaal geprogrammeerde Radio 3.

### Radio Veronica (1995-2000)
Op 1 september 1995 werd Veronica een commerciële omroep en verliet het publieke omroepbestel. Van Inkel verhuisde mee naar het radiostation HitRadio 1224 (later omgedoopt tot HitRadio Veronica, Veronica FM en Yorin FM), waar hij op werkdagen tussen 6:00 en 9:00 uur het ochtendprogramma Ook Goeiemorgen ging maken. Ook presenteerde hij het televisieprogramma Veronica Computer Magazine.

### Radio 538 (2000-2003)
Vanaf 17 april 2000 presenteerde Van Inkel het middagprogramma tussen 16:00 tot 19:00 uur op Radio 538. Hij begon gelijktijdig met Edwin Evers (Evers Staat Op), die van Radio 3FM overkwam.

### Radio Veronica (2004-2005)
Op 1 september 2003 kwam Radio Veronica na jaren terug in de ether met een 80's- en 90's-hitsformat. Van Inkel wilde graag naar Radio Veronica, maar hij zat nog vast aan een contract met Radio 538. Dit radiostation wilde hem niet laten gaan. Na langdurige onderhandelingen kon hij op 5 januari 2004 de overstap maken. Eerst maakte hij het middagprogramma en in september 2004 verlegde hij zijn activiteit naar de ochtend.

### Qmusic (2005-2014)
Een jaar later stopte Van Inkel alweer bij Radio Veronica en stapte hij op 1 september 2005 over naar het nieuwe commerciële radiostation Qmusic, waar hij het ochtendprogramma Je dag is goed en Het Foute Uur ging presenteren. In maart 2008 verhuisde hij naar de middag van 16:00 tot 18:00 uur. Ruud de Wild nam vervolgens zijn plaats in de ochtend over. Hoewel Van Inkel niet blij was met deze verandering, verlengde hij in september 2008 toch zijn contract bij Qmusic. In mei 2010 kreeg hij er een uur bij en werd het middagprogramma omgedoopt tot Van Inkel in de Middag. Van 2011 t/m 2013 presenteerde hij als Sint Jeroentje van eind november t/m 5 december de jaarlijkse Sinterklaasactie van Qmusic.

### Radio Veronica (2014-2017)
Op 30 juni 2014 werd officieel bekendgemaakt dat Van Inkel terugging naar Radio Veronica, waar hij vanaf 1 september 2014 het middagprogramma Van Inkel in de Middag zou voortzetten. Per 2 februari 2015 verhuisde hij echter weer naar de ochtend. Hier blies hij na 15 jaar (sinds zijn vertrek bij Radio 3) Rinkeldekinkel nieuw leven in tussen 7:00 en 10:00 uur. 
Na de overname van Radio Veronica door Talpa Radio werd de programmering weer omgegooid. Van Inkel raakte zijn ochtendprogramma kwijt en verhuisde in januari 2017 naar het weekeinde van 12:00 tot 16:00 uur. Vanaf begin april 2017 was Van Inkel voor onbepaalde tijd niet meer op Radio Veronica te horen wegens gezondheidsproblemen. Op 26 juli 2017 werd bekendgemaakt dat Van Inkels contract, dat op 1 september 2017 afliep, door Talpa Radio niet meer zou worden verlengd.

### NPO Radio 5 (2018-2020)
Van Inkel gaf aan nog steeds de ambitie te hebben om dagelijks een radioprogramma te presenteren op een landelijke zender. Op 1 september 2017 vertelde hij in het radioprogramma The Friday Move in gesprek te zijn met de NPO over een plek op een van hun radiozenders. Op 17 november 2017 werd bevestigd dat Van Inkel op 2 januari 2018 bij Omroep MAX aan de slag zou gaan. Hij volgde Henk Mouwe op, die met pensioen ging.
Op 2 januari 2018 begon hij op NPO Radio 5 als presentator van het ochtendprogramma Je dag is goed, dat werd uitgezonden van maandag t/m vrijdag tussen 7:00 en 10:00 uur. Op vrijdag 18 september 2020 nam Van Inkel afscheid bij NPO Radio 5. Opvallend was dat Je dag is goed nog een week langer doorging, maar dan met Astrid de Jong. Vanaf 1 oktober 2020 is Bert Haandrikman te horen met een nieuw ochtendprogramma.

### NPO Radio 2 (2020- heden)
Sinds 3 oktober 2020 presenteerde Van Inkel elke zaterdag en zondag tussen 7:00 en 10:00 uur het ochtendprogramma Rinkeldekinkel voor BNNVARA op NPO Radio 2. Op deze datum ging de nieuwe programmering in het weekeinde van start. Verder was hij vanaf 5 oktober 2020 ook in de nacht van zondag op maandag op NPO Radio 2 te horen van middernacht tot 3:00 uur met Van Inkel's Choice.  
Op zondag 28 januari 2024 werd Rinkeldekinkel voor het laatst tussen 7:00 en 10:00 uur uitgezonden. Wegens wijzigingen in de programmering van NPO Radio 2 verschuift het programma per zaterdag 3 februari 2024 naar het tijdslot 10:00 - 12:00 uur en vanaf vrijdag 26 januari 2024 ook tussen 18:00 en 20:00 uur op de vrijdagavond.
Vanaf januari 2025 start de nieuwe programmering op NPO Radio 2 en vanaf zaterdag 4 januari presenteert Van Inkel Rinkeldekinkel in het weekeinde voortaan van 9:00 tot 12:00 uur en blijft op de vrijdagavond het tijdslot 18:00 - 20:00 uur presenteren. De variant van Rinkeldekinkel, die sinds 2020 wordt uitgezonden, bevat naast muziek veel opmerkelijk- en showbizznieuws, spelletjes en vaste rubrieken zoals de 'Rinkelscopen' en de 'Irri Top 10'.  
Van Inkel is ook regelmatig te horen als invaller op NPO Radio 2 en maakt hij deel uit van het dj-team voor de NPO Radio 2 Top 2000 edities sinds 2020. Hij presenteerde het tijdslot 00:00-2:00 uur en sinds 2024 22:00-00:00 uur. 
Van Inkel heeft diverse podcasts gemaakt voor de NPO. Tussen 2020 en 2021 maakte hij de muzikale sfeerpodcast Fiction Factory. Met muziek van artiesten als Kraftwerk, Röyksopp, Vangelis en Jean-Michel Jarre. In 2022 maakte hij een uitstapje naar NPO Radio 4 voor de podcast Movie Masters. In elke aflevering werd de componist van bekende filmmuziek uitgelicht. 
In 2021 lanceerde hij - dit keer weer voor NPO Radio 2 - de podcast Het Van Inkel Archief. Hierin blikt hij terug op interviews van medio 1983 t/m augustus 1995 met wereldsterren voor het publieke Veronica, o.a.:  Mick Jagger, Kim Wilde, Nena, Bryan Adams, Jon Bon Jovi, Whitney Houston, Madonna, Gene Simmons, Paul Stanley, Peter Criss, Ace Frehley, Slash, Paul McCartney, Phil Collins, Mark King en de broers Tim Finn en Neil Finn. Hij vertelde onder andere dat Houston zich als een verwende diva gedroeg, tijdens de opnames van het televisie popprogramma Countdown.

## Voice over
Van Inkel sprak in de film Cars de stem in van commentator Bob Cutlass en in de film Cars 2 sprak hij de stem in van commentator David Hobbscap. Ook deed Van Inkel in Wreck-It Ralph uit 2012 de stem van Zangief, wat hij ook weer deed in het vervolg uit 2018 Ralph Breaks the Internet. In de laatste film sprak hij ook de stem van Butcher Boy.

## Prijzen
Op 22 oktober 2010 werd Jeroen van Inkel onderscheiden met de Marconi Oeuvre Award. De prijs kwam hem volgens de vakjury toe omdat hij 'een belangrijk icoon is binnen de Nederlandse radiowereld'.

## Boeken
Van Inkel debuteerde op 27 februari 2014 als schrijver met het boek 'Kortsluiting', een thriller over een diskjockey met als hobby misdaadjournalistiek. In 2015 verscheen zijn tweede thriller, 'Verwarring', waarin het personage van de dj met als hobby misdaadjournalistiek terugkeert.

## Singles
| Single met eventuele hitnotering(en) in de Nederlandse Top 40 | Datum van verschijnen | Datum van binnenkomst | Hoogste positie | Aantal weken | Opmerkingen                                                                  |
| ------------------------------------------------------------- | --------------------- | --------------------- | --------------- | ------------ | ---------------------------------------------------------------------------- |
| Sympathy for the devil                                        | 1990                  | 14-7-1990             | 18              | 5            | Als het duo Buffalo Bob and the Rinkelstars./ Nr. 18 in de Nationale Top 100 |

Huidige: · Annemieke Schollaardt · Bart Arens · Carolien Borgers · Evelien de Bruijn · Corné Klijn · Daniël Lippens · Desiree van der Heiden · Dolf Jansen · Eddy Keur · Emmely de Wilt · Evert Duipmans · Jan-Willem Roodbeen · Jeroen Kijk in de Vegte · Jeroen van Inkel · Leo Blokhuis · Martine ten Klooster · Morad El Ouakili · Paul Rabbering · Ruud de Wild · Shay Kreuger ·Tannaz Hajeby · Thomas Hekker · Willemijn Veenhoven
Voormalige: Alfred van de Wege · Andrew Makkinga · Bert Haandrikman · Bert Kranenbarg · Cees van Zijtveld · Cielke Sijben · Daniël Dekker · Edwin Diergaarde · Felix Meurders · Ferry Maat · Frank du Mosch · Frits Sissing · Frits Spits · Gerard Ekdom · Giel Beelen · Gijs Staverman · Hans Schiffers · Henk van Steeg · Jan Paul Grootentraast · Jasper de Vries · Jeanne Kooijmans · Jeroen Mulder · Jetske van Staa · Jurgen van den Berg · Karel van Cooten · Kasper Kooij · Kimberley Dekker · Malou Holshuijsen · Marc Adriani · Marisa Heutink · Mart Smeets · Miranda van Holland · One'sy Muller · Peter Schuiten · Peter van Bruggen · Rick van Velthuysen · Rob Stenders · Roeland van Zeijst · Ron Stoeltie · Rutger Radstaake · Ruud Hermans · Sander de Heer · Sander Guis · Sara Kroos · Simone Walraven · Ted de Braak · Thijs Maalderink · Thomas van Vliet · Timur Perlin · Toine van Peperstraten · Tom Mulder · Will Luikinga · Yora Rienstra· Wouter van der Goes· Frank van 't Hof · Stefan Stasse  ·
- Digitale Bibliotheek voor de Nederlandse Letteren: inke001
- International Standard Name Identifier: 0000 0004 4295 3432
- MusicBrainz: 5d6b2bc6-bc96-4528-84f1-c95c14387d18
- Nederlandse Thesaurus van Auteursnamen: 371504074
- Virtual International Authority File: 309889491
- WorldCat: E39PBJrrCxFYgX78wqhkYX3RKd